# Principisti e madamisti
I principisti e i madamisti furono le due fazioni che si contesero il potere sul ducato di Savoia dopo la morte del duca Vittorio Amedeo I nel 1637, durante la guerra dei trent'anni, che coinvolse il ducato nelle ostilità tra Francia e Spagna. La contesa, di origine squisitamente familiare, prese il nome di guerra civile piemontese.
I madamisti, filo-francesi, appoggiavano la vedova del duca, la "madama reale" Maria Cristina, sorella del re di Francia Luigi XIII e reggente del ducato per i figli, prima Francesco Giacinto (fino alla sua morte nel 1638) e poi Carlo Emanuele II. I principisti, filo-spagnoli, appoggiavano invece i fratelli del duca defunto, Tommaso di Savoia, principe di Carignano, e il cardinale Maurizio, che parteggiavano per la Spagna e si opponevano alla reggenza della cognata.